# Noord-Hoflandsche polder
Het waterschap Noord-Hoflandsche Polder was een waterschap in de gemeente Voorschoten, in de Nederlandse provincie Zuid-Holland. Op 30 september 1664 werd samengegaan met de Adegeesterpolder en de Jacob Cornelispolder (waarbij besloten werd gezamenlijk een molen te bouwen) en op 13 juni 1693 volgde een fusie met de Veltpolder.
Het waterschap was verantwoordelijk voor de vervening, drooglegging en de waterhuishouding in de polders.
In de jaren tachtig van de twintigste eeuw werd de polder grotendeels volgebouwd met huizen en flats van de wijk Noord-Hofland in Voorschoten.